# James Barnet
Pour les articles homonymes, voir Barnet.
 (avril 2024).
James Johnstone Barnet, né en 1827 à Arbroath en Écosse et mort le 16 décembre 1904 à Sydney en Australie, est l’architecte colonial de la Nouvelle-Galles du Sud de 1862 à 1890,.

## Jeunesse
Barnet est né d'un père maçon dans la ville d'Arbroath, et a fait ses études à l'école secondaire locale. En 1843, à l'âge de seize ans, Barnet s'installe à Londres où il devient apprenti maçon, étudiant sous la direction de William Dyce à la Royal Academy of Arts et l'architecture avec CJ Richardson (en) du Royal Institute of British Architects. En 1854, il se marie et embarque pour Sydney, en Australie, avec sa nouvelle femme, Rosa. À Sydney, il travaille d’abord comme maçon pour Edmund Blacket, puis devient commis aux travaux à l’université de Sydney.

## Architecte colonial
En 1860, Barnet entre au bureau de l’architecte colonial, dont il devient chef intérimaire deux ans plus tard. En 1865, il est promu au poste d’architecte colonial, un poste qu'il occupe pendant vingt-cinq ans, jusqu’à la réorganisation de l’Office en 1890.
Au cours de cette période, le département a construit 169 bureaux de poste et de télégraphe, 130 palais de justice, 155 postes de police, 110 prisons, 20 phares et de nombreux autres types de bâtiments. Parmi ses œuvres majeures, on peut voir le bâtiment du Bureau de poste général de Sydney, l’asile d’aliénés de Callan Park, l'Australian Museum, le bâtiment du secrétaire d’État aux Colonies, le bâtiment du département des terres ou encore le bâtiment Anderson Stuart de l’université de Sydney,.

## Grand projets
Parmi les travaux majeurs réalisés par Barnet, on peut citer les travaux de défense à Botany Bay, Port Jackson et Newcastle, de nombreux Palais de justice, prisons, postes de police et bureaux de poste dans toute la Nouvelle-Galles du Sud (voir Palais de justice en Nouvelle-Galles du Sud), et les phares : le phare de Smoky Cape à South West Rocks, le phare de Sugarloaf Point à Seal Rocks, Barranjoey Head à Palm Beach, Green Cape à Eden et les cinq phares de conception similaire le phare de Smoky Cape à South West Rocks, le phare de Sugarloaf Point à Seal Rocks, Barranjoey Head à Palm Beach, Green Cape à Eden et les cinq phares de conception similaire, le phare de Richmond River, le phare de Clarence River, le phare de Tacking Point, le phare de Crowdy Head et le phare de Fingal Head, construit en 1878-1880. Sans oublier la reconstruction du phare Macquarie de Francis Greenway,

## Principaux bâtiments publics de Sydney
- Australian Museum (nouvelle aile)
- du secrétaire d’État aux Colonies
- Asile d’aliénés de Callan Park
- Douane
- Palais de justice de Darlinghurst
- Bâtiment du ministère des Terres
- Collège technique d’East Sydney
- Bureau de poste général
- Sydney Medical School
- Gare mortuaire, chemin de fer central
- Station mortuaire, Rookwood
- Bureau de poste de North Sydney (ouvert en 1889 sous le nom de St Leonards PO, renommé en 1890))
- Bureau de poste de Parramatta
- Édifice des Travaux publics
- Bibliothèque d’État de Nouvelle-Galles du Sud
- Tribunal de la circulation no 2, Sydney
- Victoria Lodge, Jardins botaniques

Le bureau d’architecture coloniale était également responsable de l’entretien des bâtiments publics. Entre 1865 et 1881, Barnet supervise 1 490 projets. D’autres rôles lui sont confiés : il est par exemple chargé de l’organisation de la visite du duc d’Édimbourg en 1868.

## Bâtiment de l’Exposition internationale de Sydney
En 1879, Barnet est chargé de la conception du bâtiment de l’Exposition internationale de Sydney. Le bureau d’architecture colonial réalise cette tâche colossale en neuf mois, y compris la préparation de 412 dessins, la gestion des comptes et des paiements associés au projet, et la supervision du bâtiment. Des équipes de nuit sont mobilisées pour mener à bien le projet en utilisant la première lumière électrique à Sydney. Bien que le projet soit finalement jugé comme un succès, Barnet est constamment critiqué au Parlement pendant la construction. Le projet a dépassé son budget de 50 000 £, coûtant 184 570 £.

## Bâtiments de la Défense
De 1870 à 1889, Barnet fit partie de la commission chargée de planifier la défense de la colonie. Barnet construisit de nouvelles batteries et de nouvelles casernes. En juillet 1889, les travaux de défense sont confiés à une direction des travaux militaires du ministère des Travaux publics. Le nouveau directeur est le lieutenant-colonel F.R. de Wolski, très critique du travail de Barnet. Barnet ne remit pas promptement les plans et les documents relatifs aux travaux de défense. Il y avait eu des rumeurs sur le projet à la batterie de Bare Island à Botany Bay. Le 1er juillet 1890, une commission royale est mise sur pied pour enquêter sur l’attribution des contrats et faire rapport sur les travaux réalisés. Les témoignages présentés par le personnel du bureau de l’architecte colonial et de Barnet étaient contradictoires. La commission a conclu que les travaux étaient inférieurs aux normes et que la supervision du projet par l’architecte colonial n’était pas adéquate. Bien que le ministre ait appuyé Barnet, la censure de la commission a mis un terme à sa brillante carrière. Barnet démissionna de son poste d’architecte colonial. Il estimait que de Wolski avait influencé la commission et que les conclusions de celle-ci étaient injustes, mesquines et malveillantes.

## Approche architecturale et héritage
Le travail de Barnet s’est inspiré d’une variété de sources classiques, parfois avec des éléments de bâtiments spécifiques, avec des niveaux d’élaboration ou des caractéristiques qui convenaient à la fonction. Par exemple, ses palais de justice comprenaient souvent un portique néoclassique audacieux, tandis que ses bureaux de poste comportaient souvent une tour d’horloge rustique à l’italienne, et les deux types de bâtiments comportaient souvent de généreuses vérandas ou des loggias à arcades, des zones ombragées qui convenaient au climat colonial chaud. Ses œuvres plus importantes, comme les bâtiments départementaux de Sydney, le GPO et le Garden Palace, synthétisent des éléments de diverses périodes de la Renaissance italienne, ainsi que d’architectes anglais tels que Christopher Wren et Charles Robert Cockerell, pour créer des compositions impressionnantes. Lorsqu’il le souhaitait, il pouvait aussi concevoir dans un style néogothique dynamique, notamment les deux gares du cimetière. Certains modèles ultérieurs s’inspirent directement de la Renaissance tardive, de ce que nous appelons aujourd’hui le maniérisme et le baroque, notamment la prison de Bathurst, le tribunal de police central et le poste de police de Rocks.
Après sa retraite en 1899, il publia un bref aperçu de l’architecture dans sa colonie d’adoption, intitulé Architectural work in Sydney, New South Wales, 1788-1899.
Il n’a guère de temps à consacrer aux nouveaux styles d’architecture qui deviennent à la mode à Sydney à la fin du XIXe siècle, en particulier ceux qui suivent les tendances américaines. Barnet critiquait également les modes architecturales domestiques, encombrées de ce qu’il considérait comme des ornements inutiles, et « surmontées de tuiles rouges flamboyantes de France ».

## Vie personnelle
Barnet meurt en 1904 et est enterré dans la section presbytérienne du cimetière de Rookwood. Sa femme était décédée en 1890. Il laissait dans le deuil quatre filles et trois fils, dont deux exerçaient également la profession d’architecte.

## Galerie

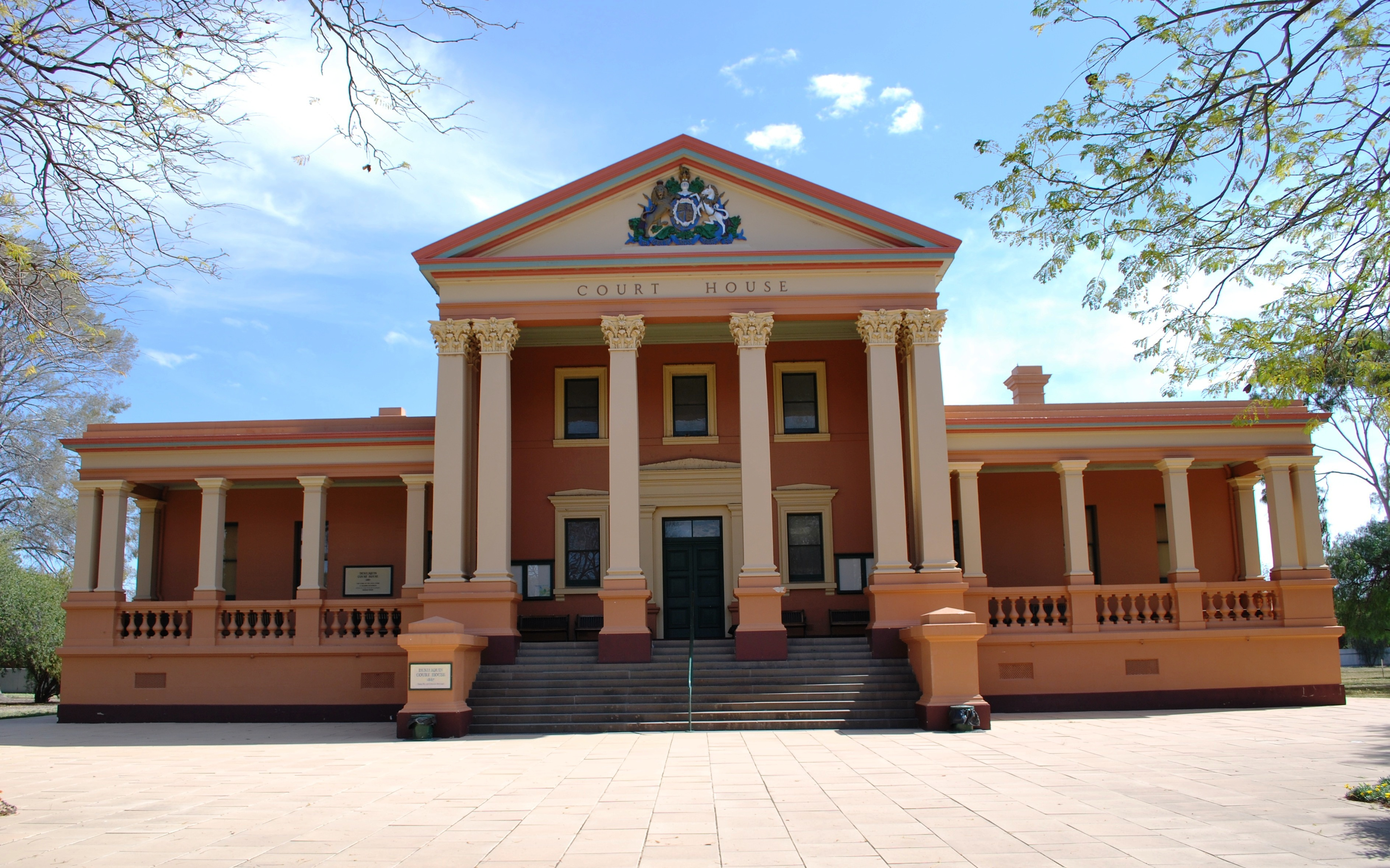
Palais de justice de Deniliquin, occupé 1 en 1892.
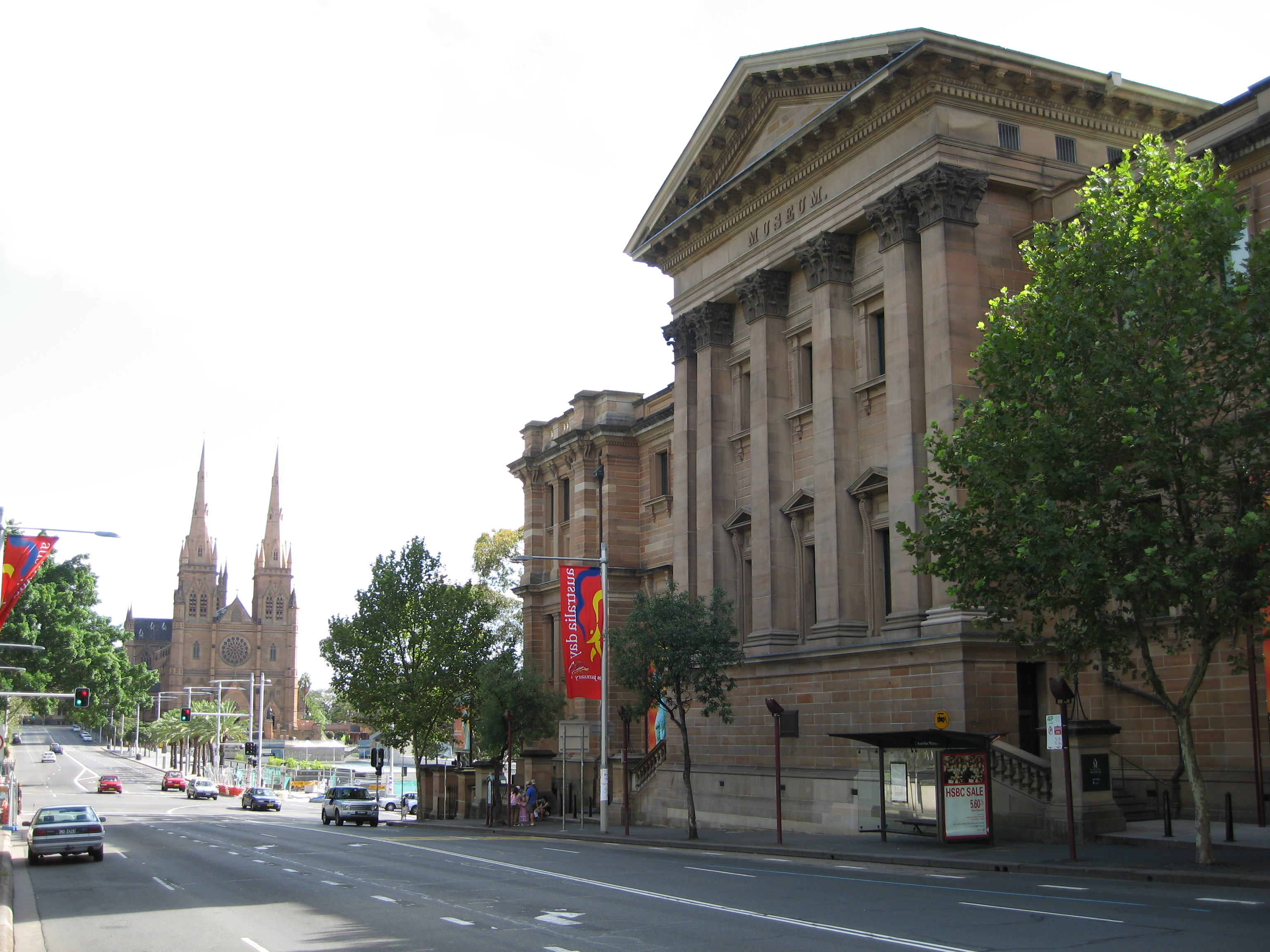
Australian Museum in Sydney, ouvert en 1857.
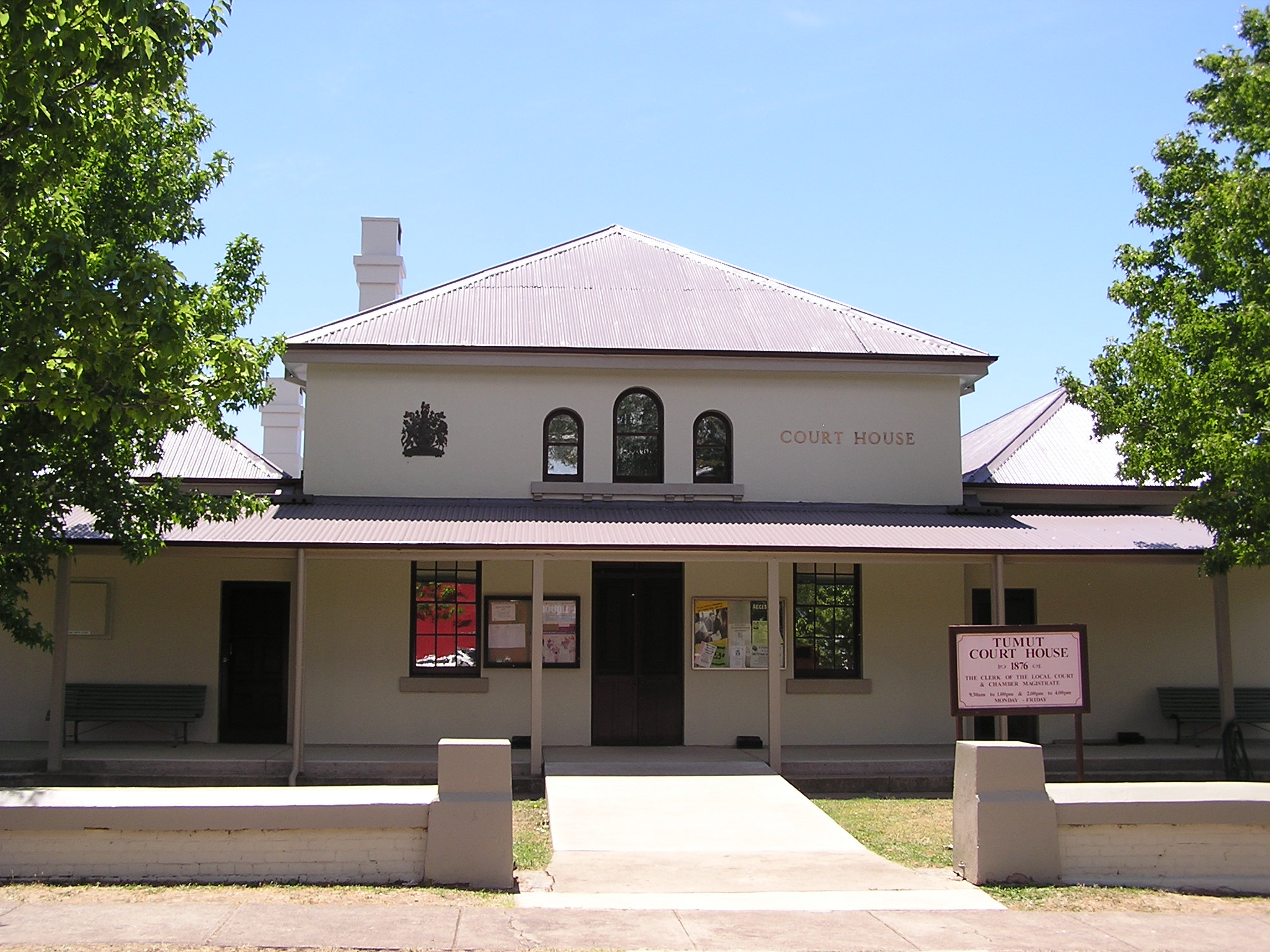
Tumut  Le palais de justice a été achevé en 1878 et les écuries en 1879.
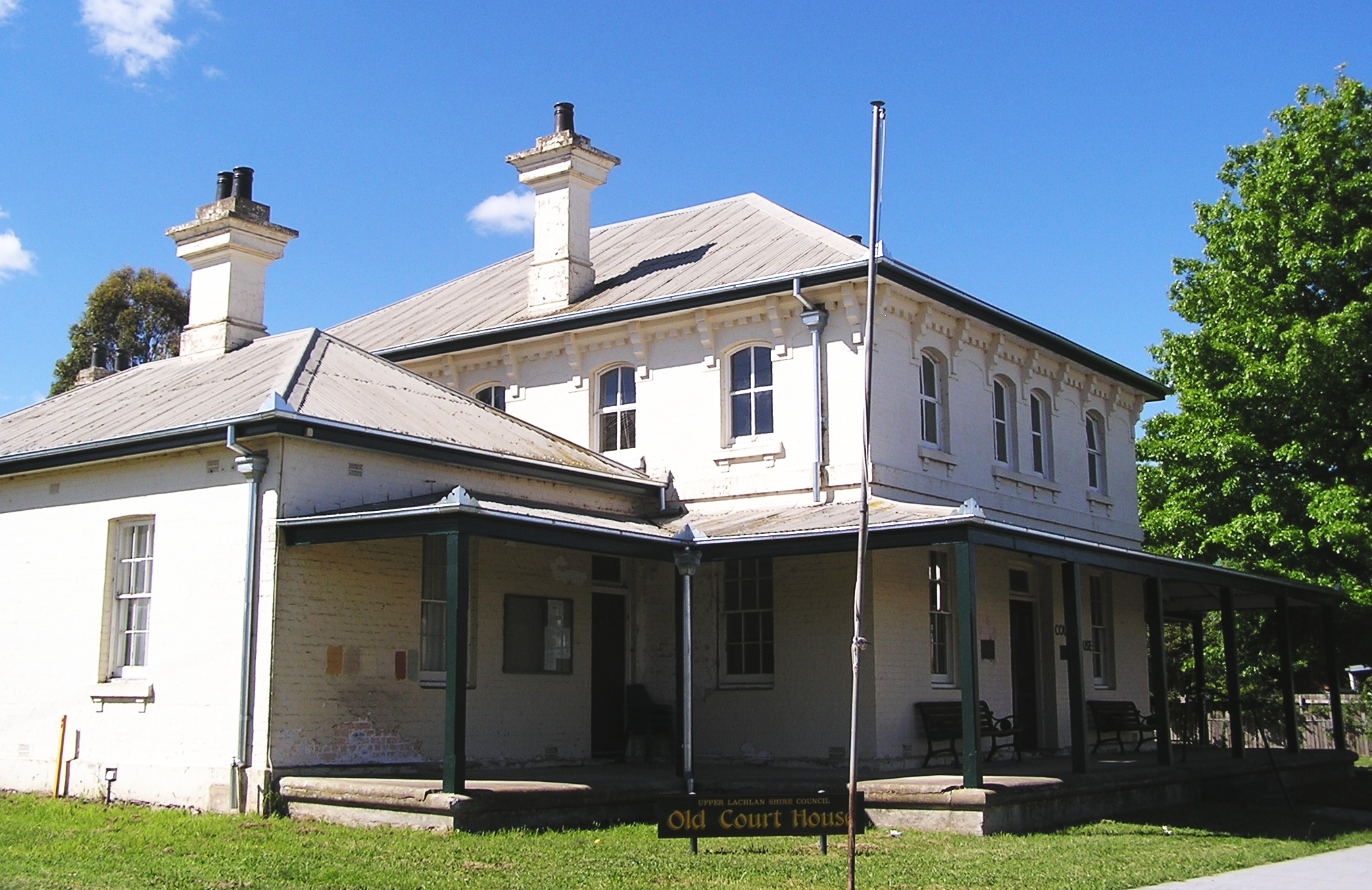
Gunning palais de justice achevé en 1879.
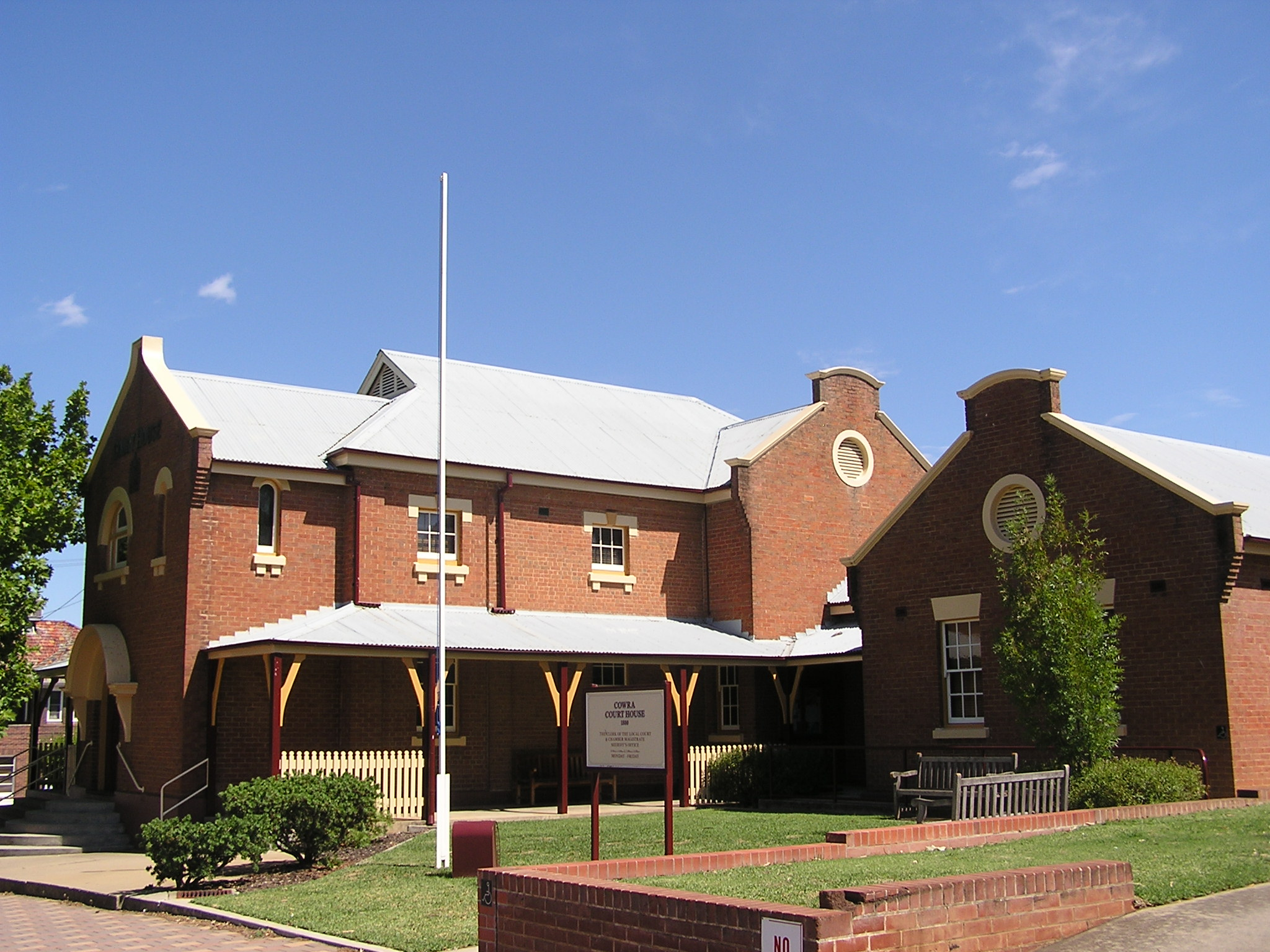
Cowra Palais de justice achevé en 1879.
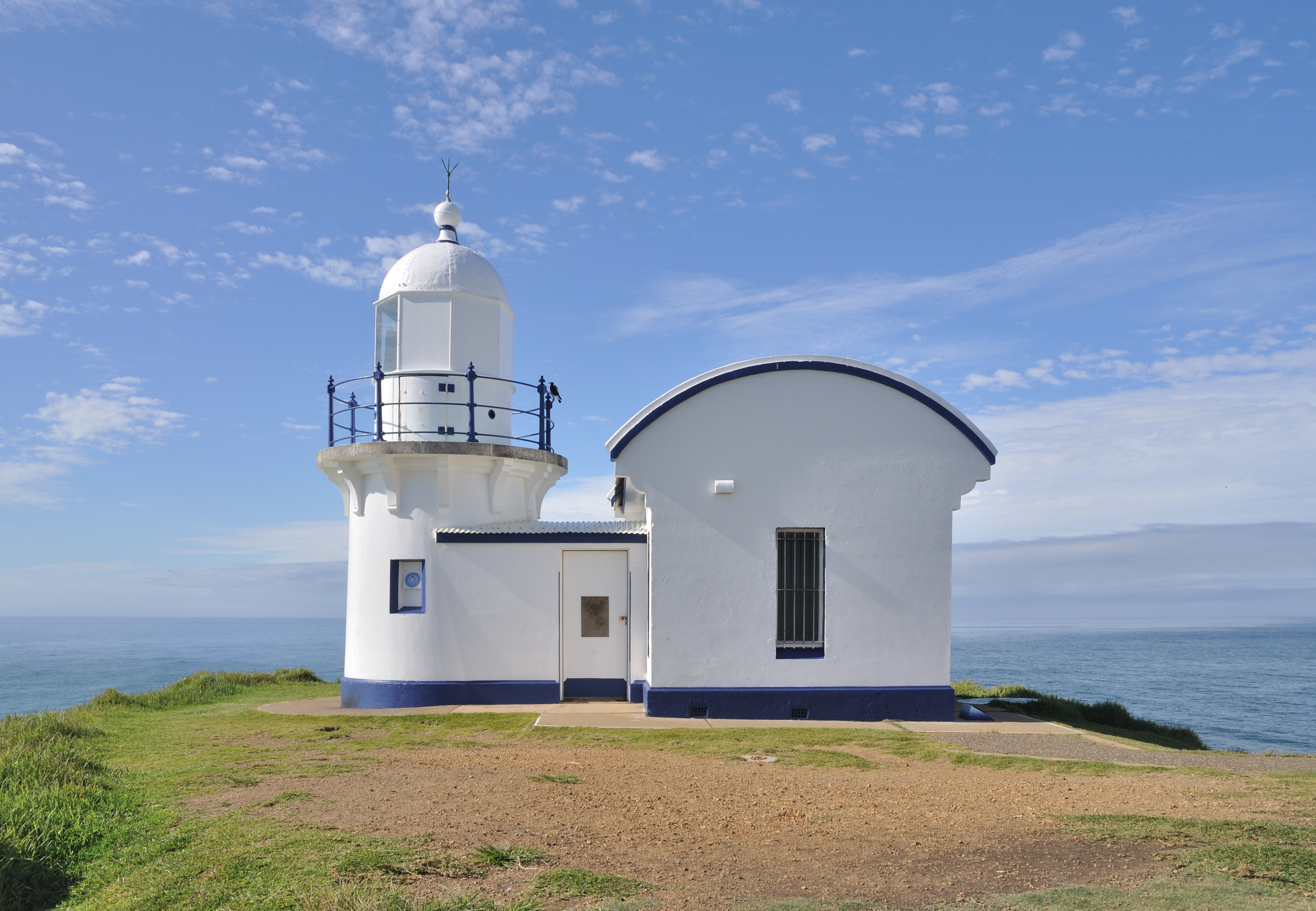
Phare de Tacking Point, achevé en 1879.
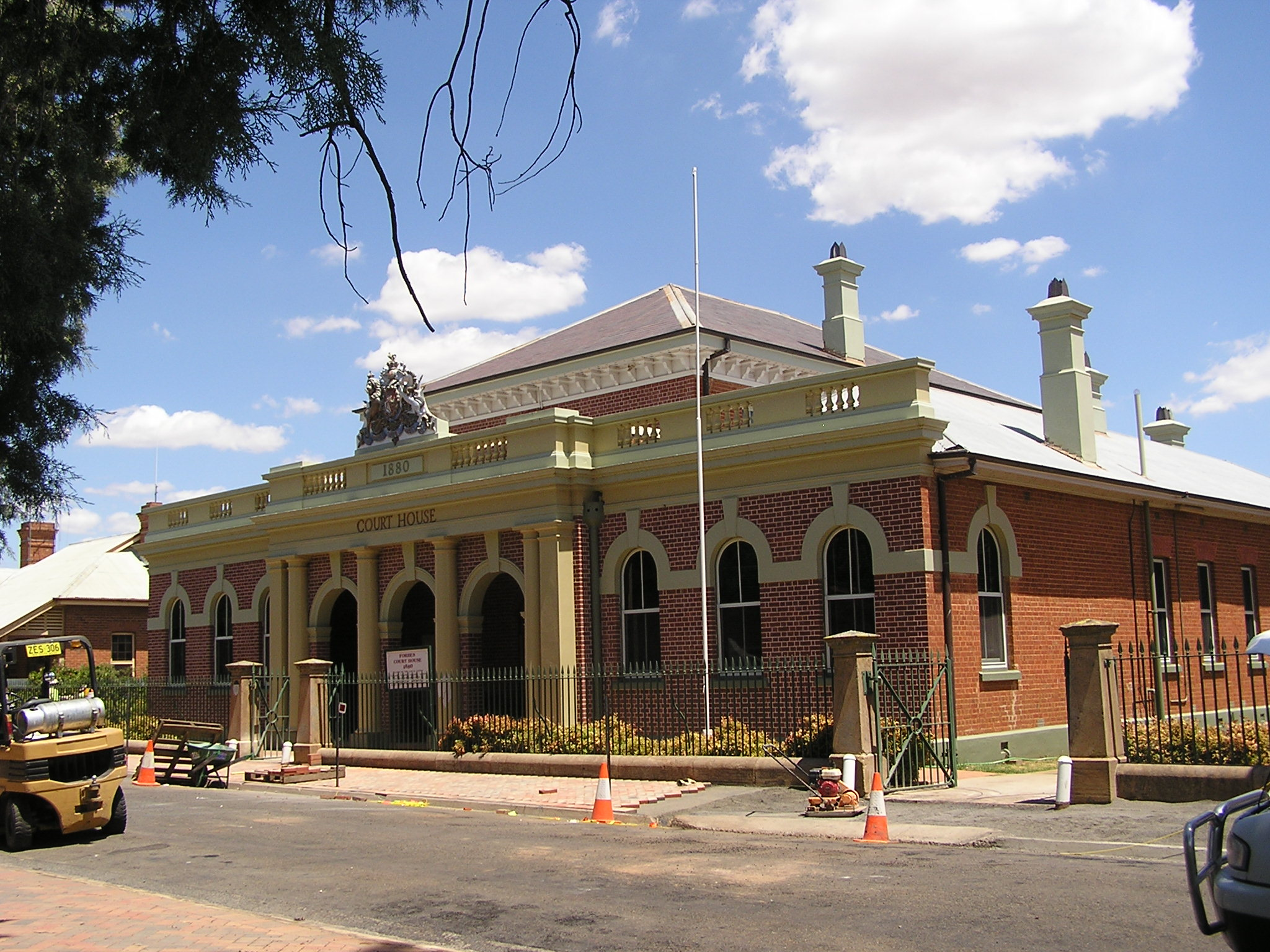
Forbes un palais de justice de style néoclassique achevé en 1880.
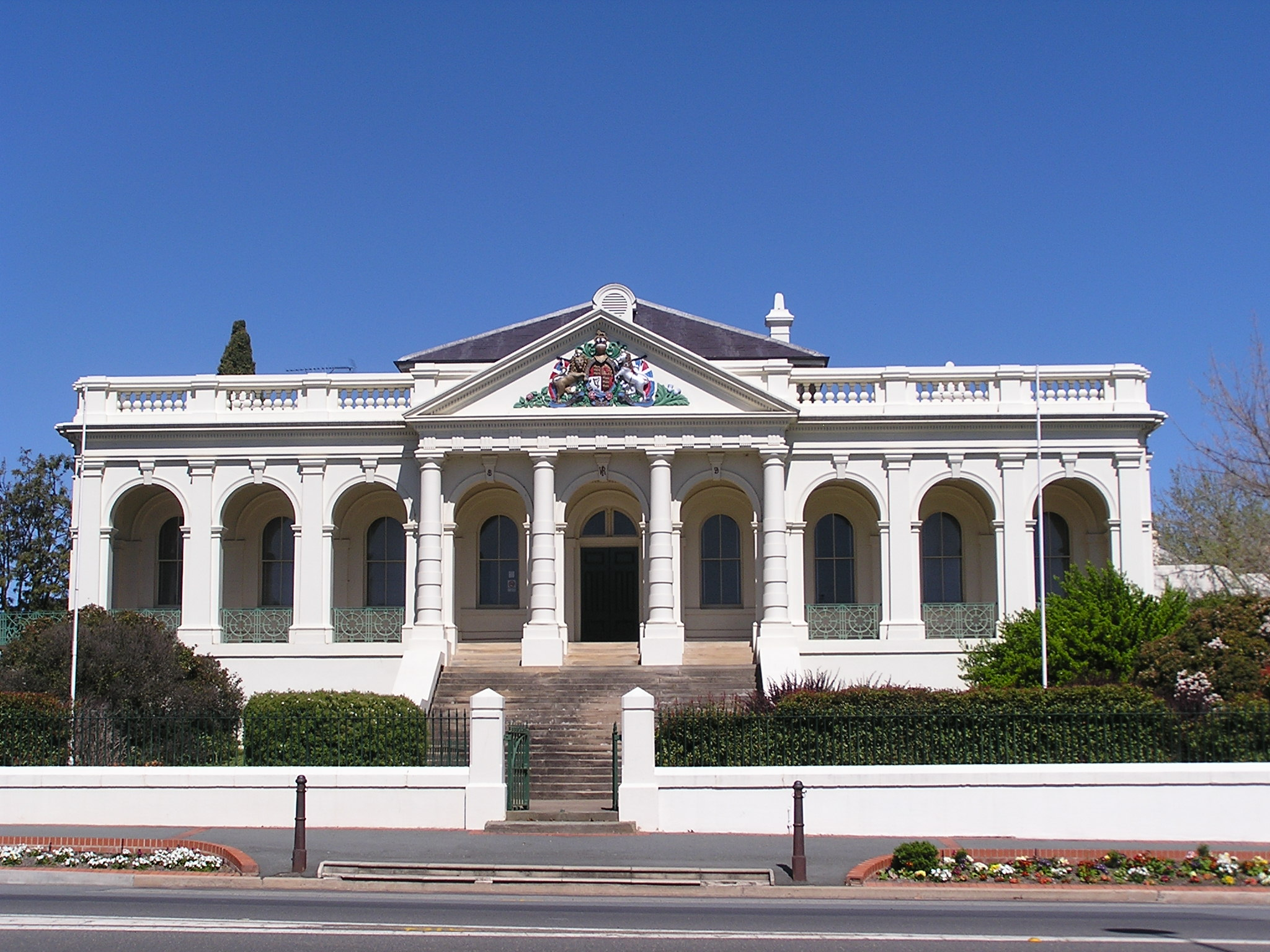
Yass Le palais de justice a ouvert ses portes en 1880.
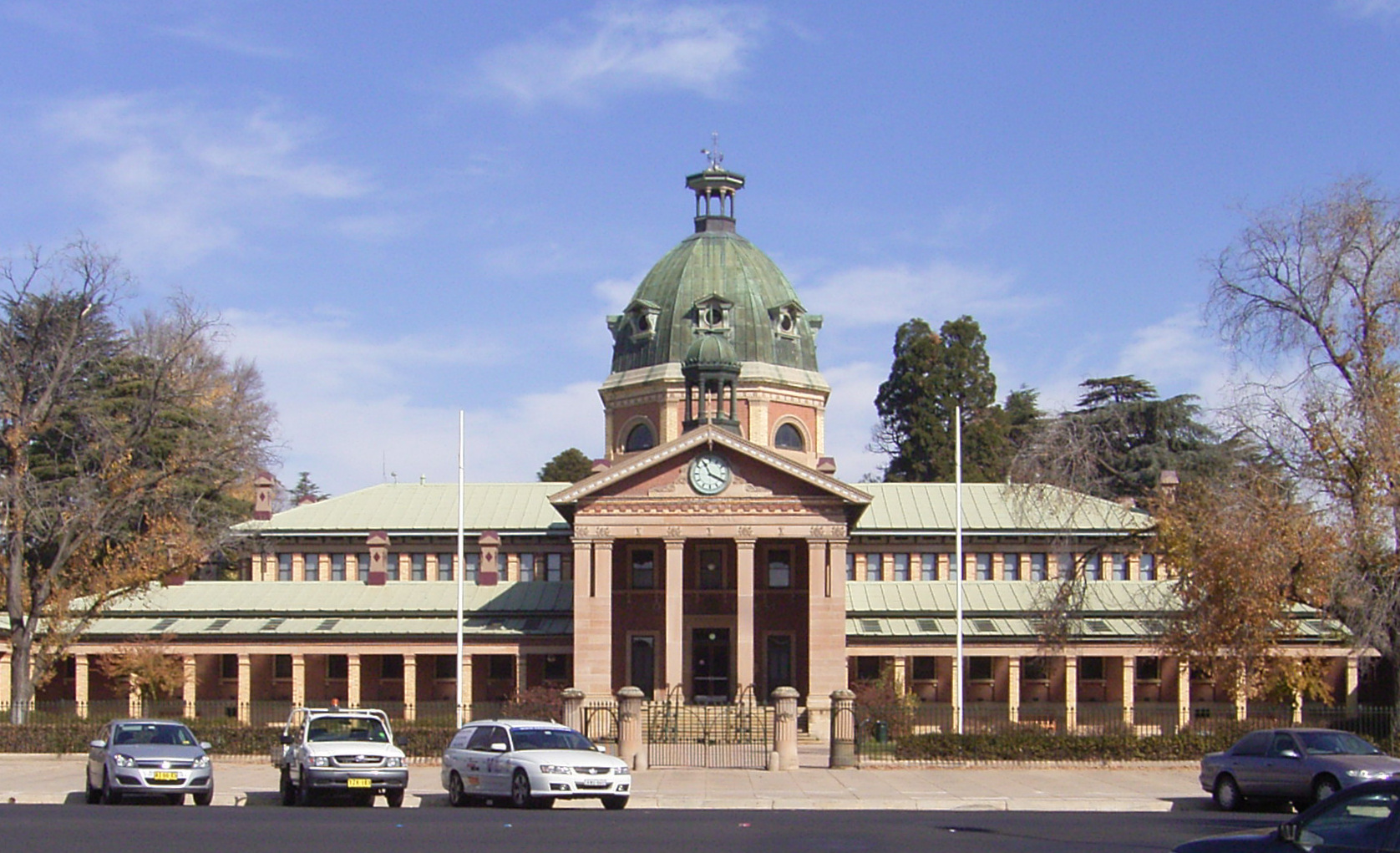
Bathurstpalais de justice achevé en 1880.
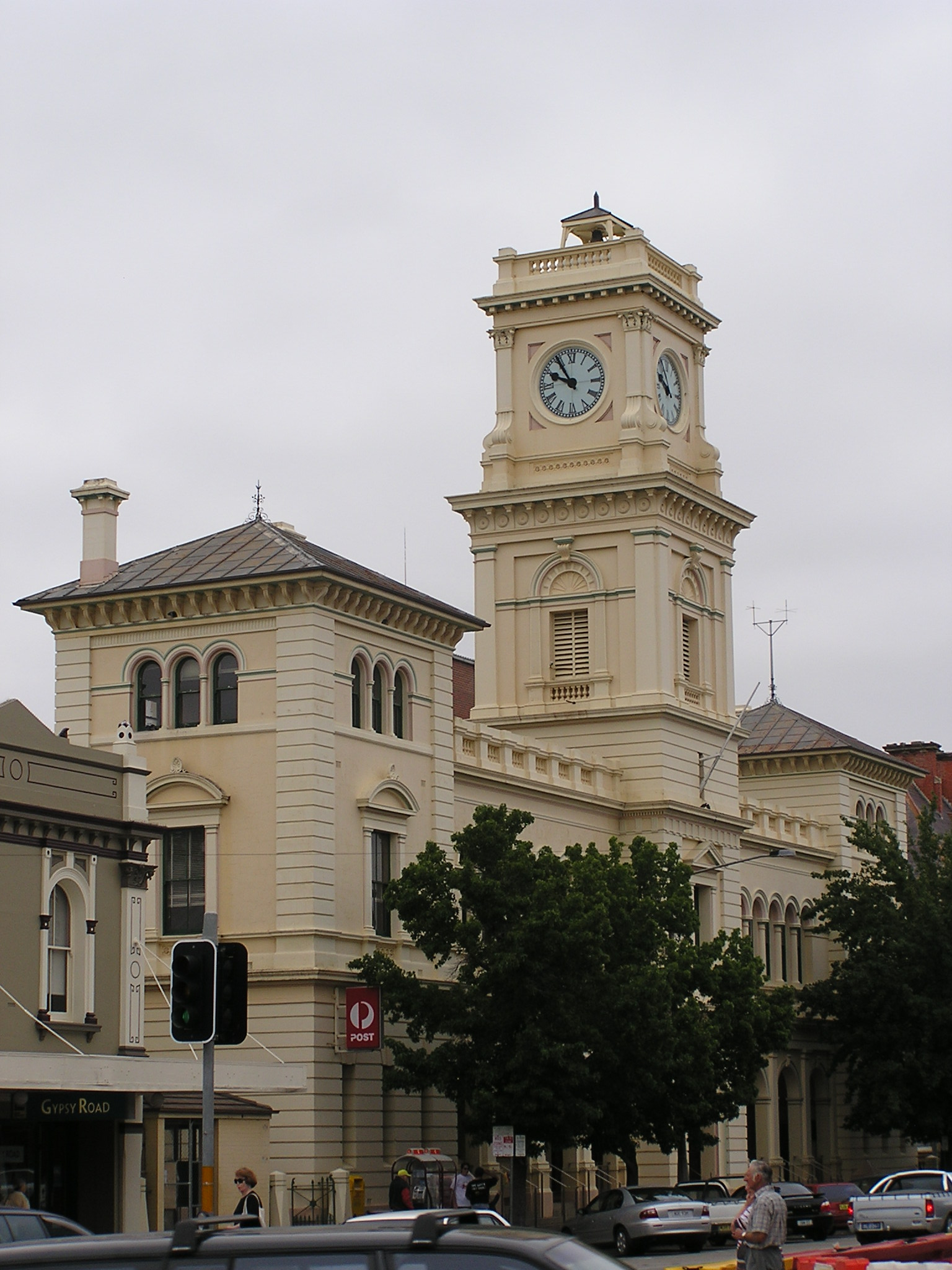
Goulburn Bureau de Poste 1880/81.
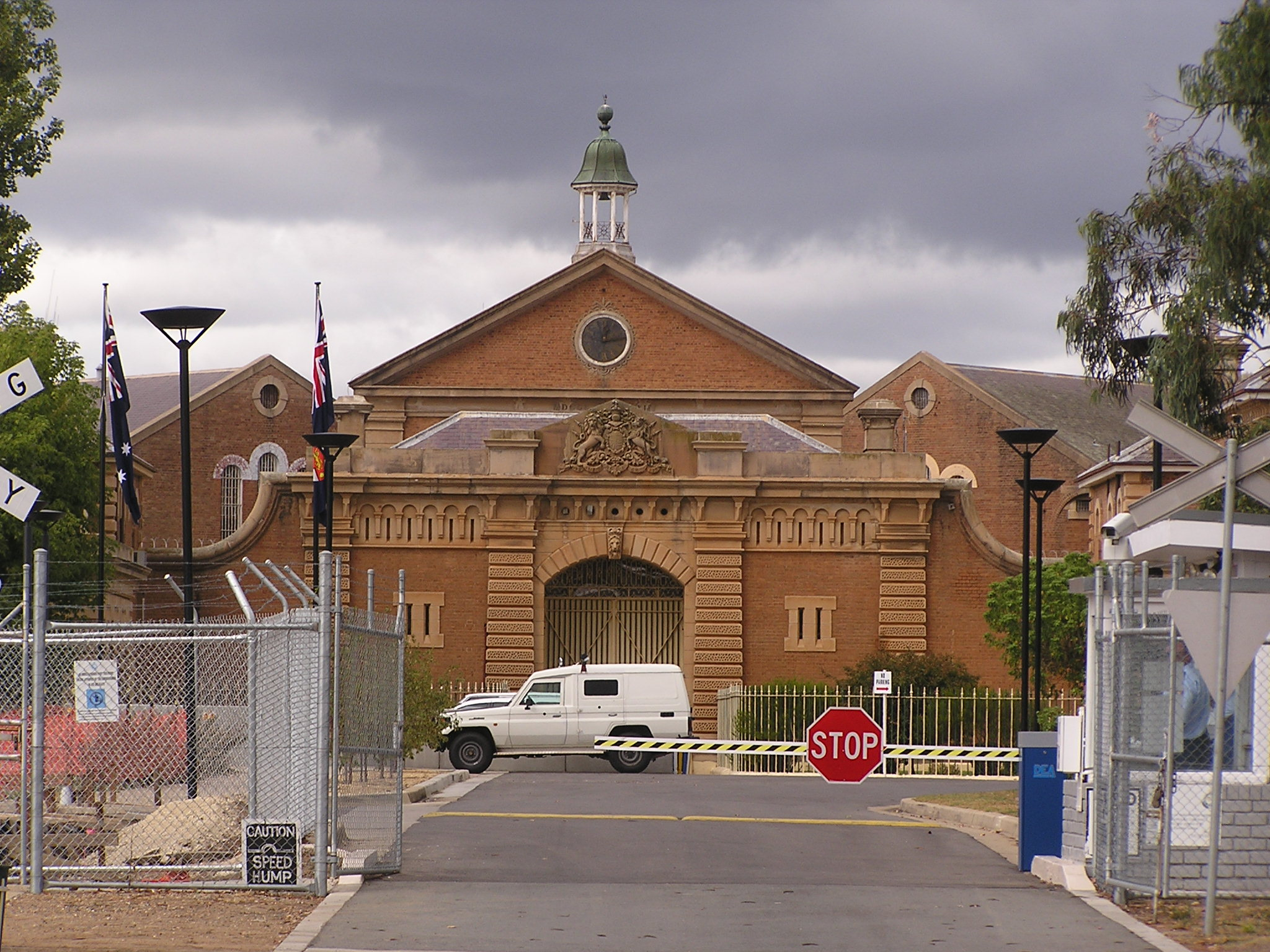
Goulburn Gaol (en), bâtiment principal, conçu en 1884.
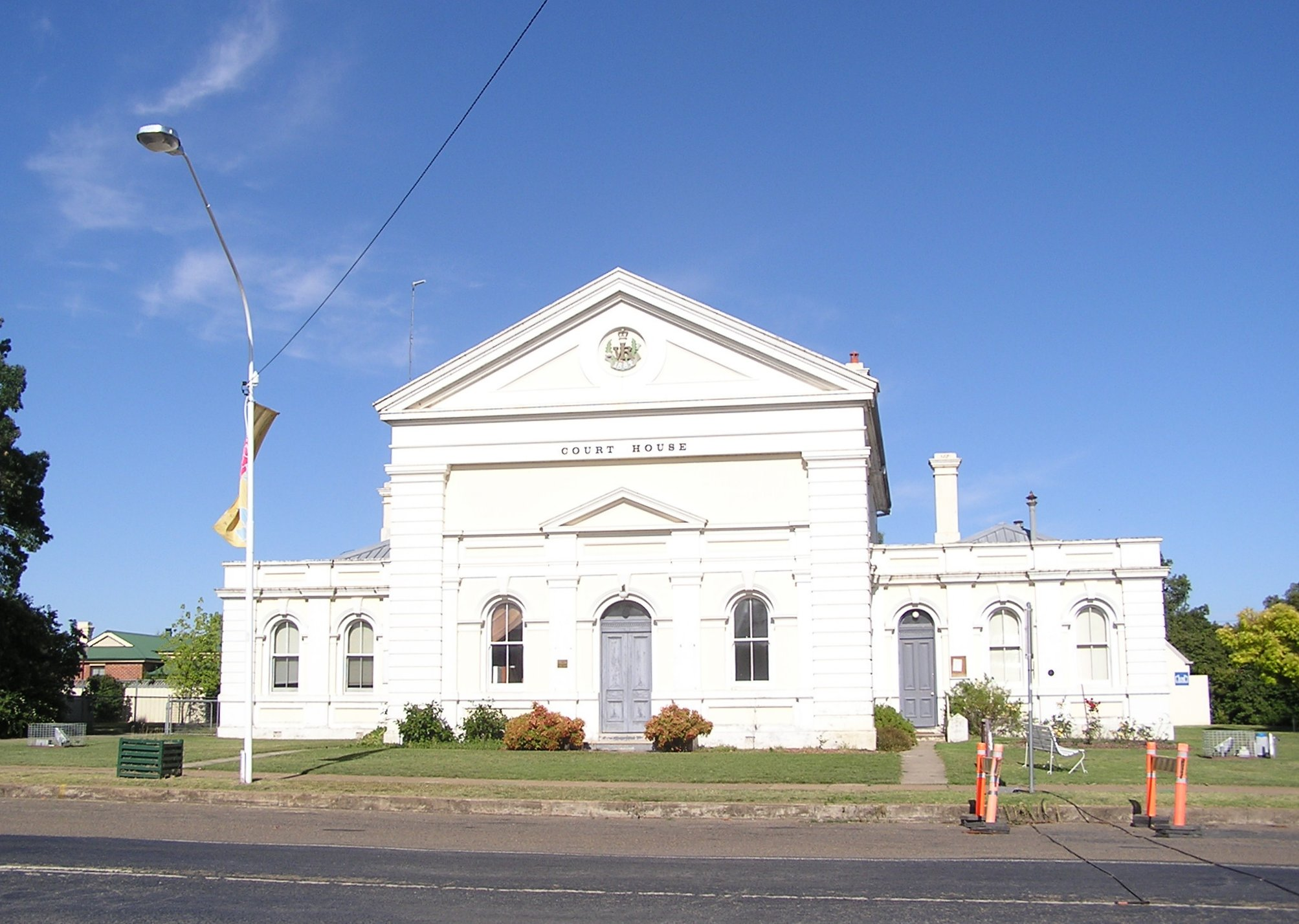
Boorowa  Palais de justice achevé 1884.
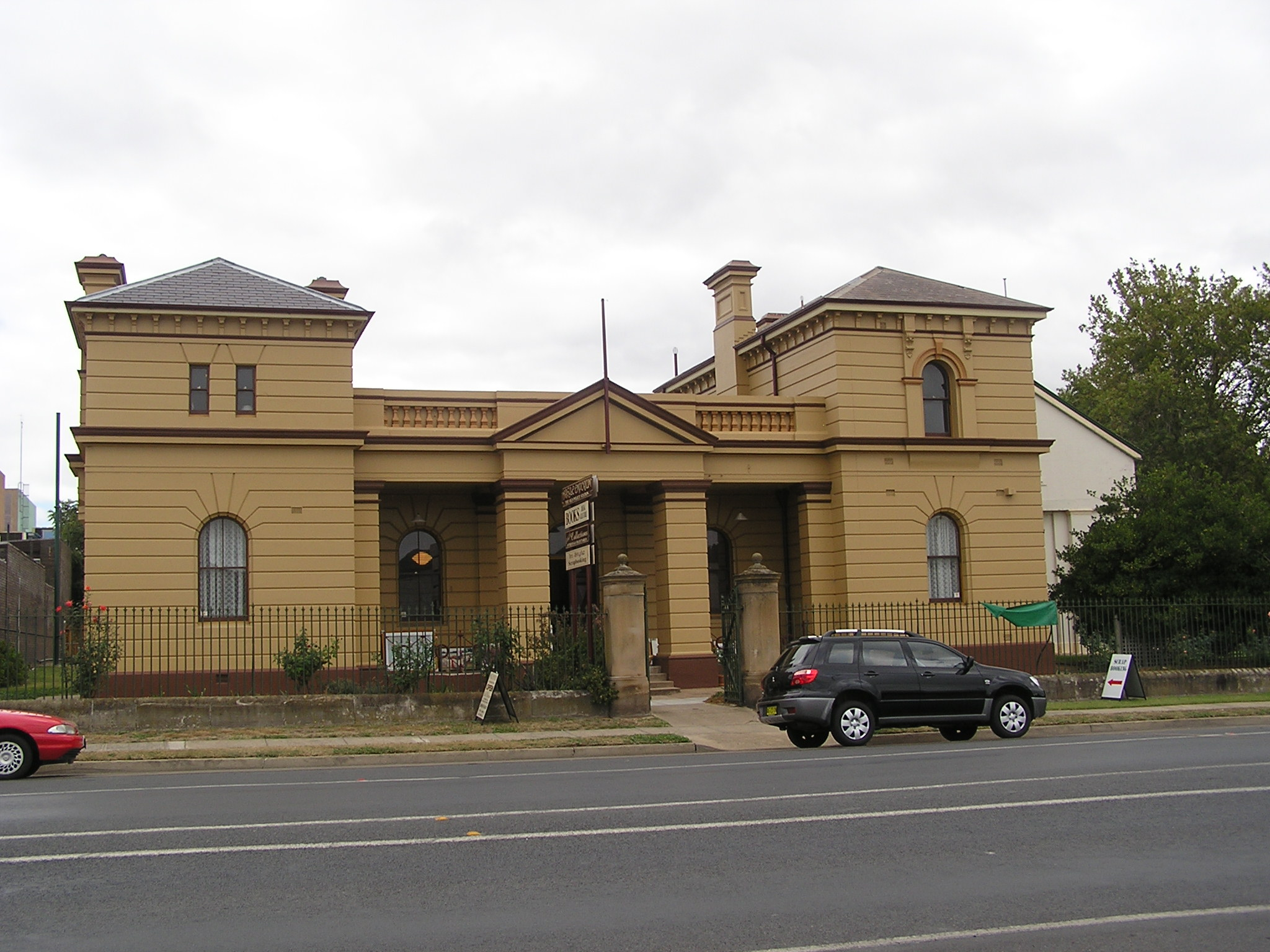
Ancien poste de police de Goulburn sur la rue Sloane, ouvert en 1885.
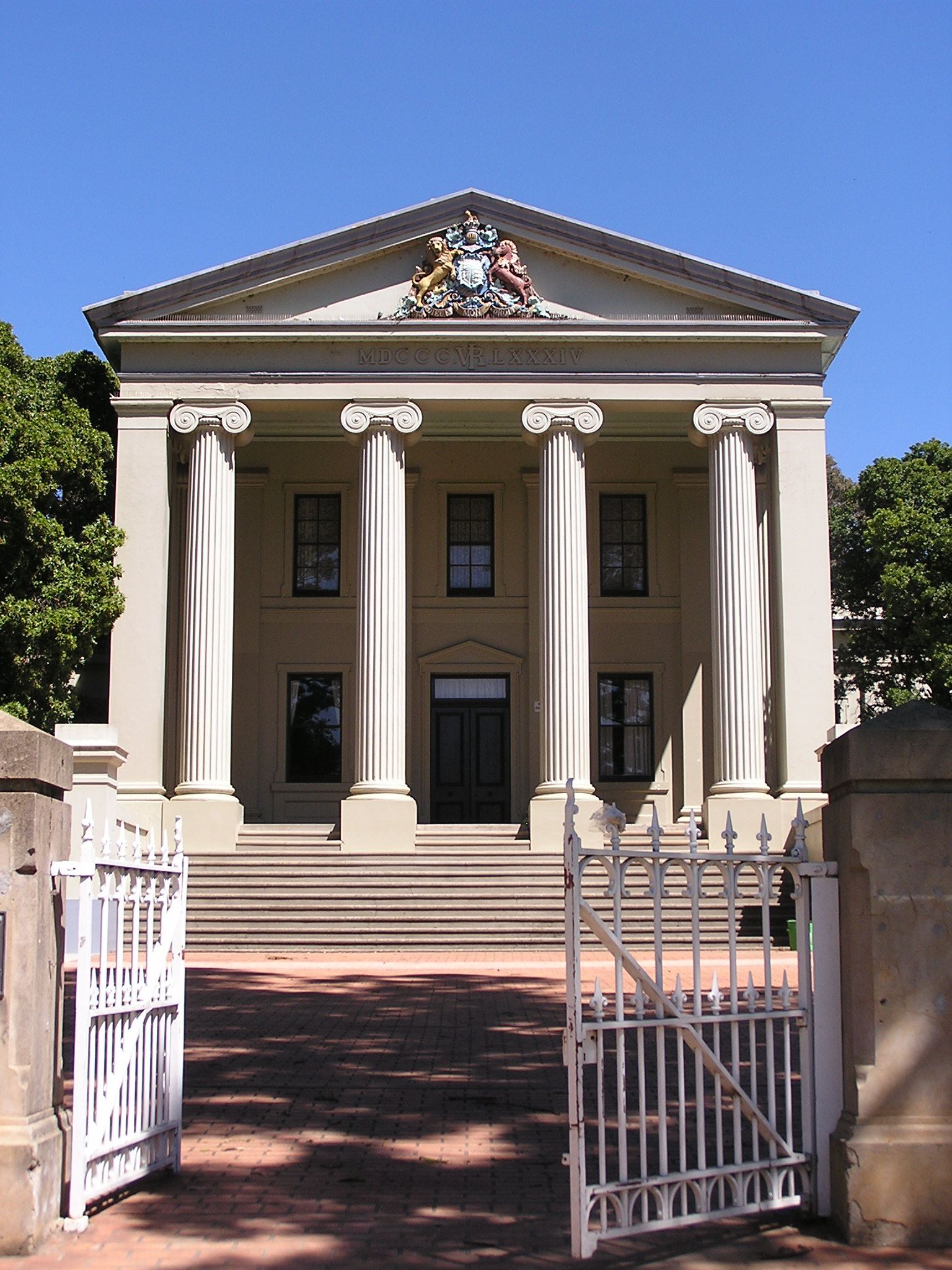
Young Palais de justice Young achevé en 1886.
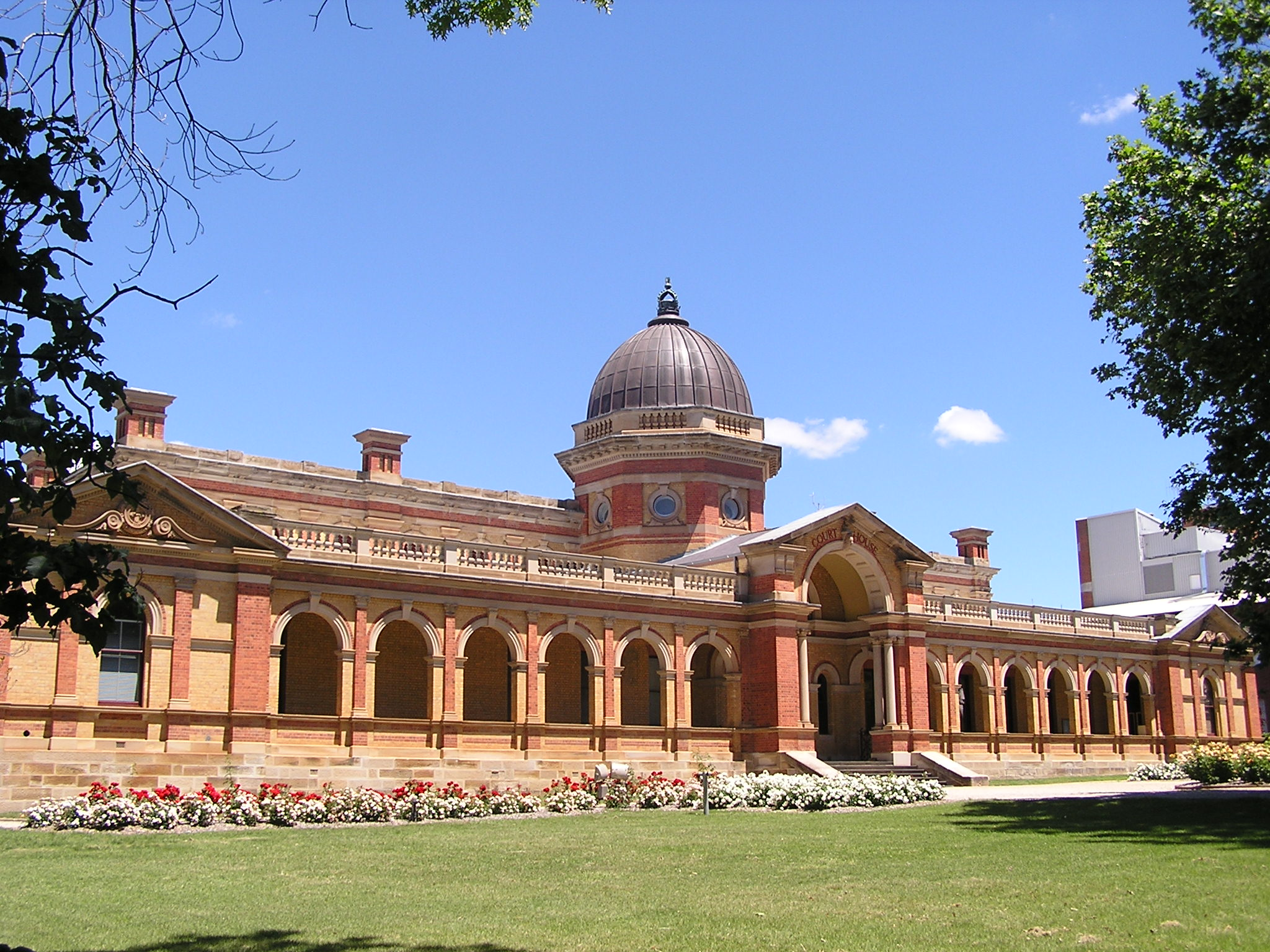
Palais de justice de Goulburn ; Style italianisant ; ouvert en 1887.
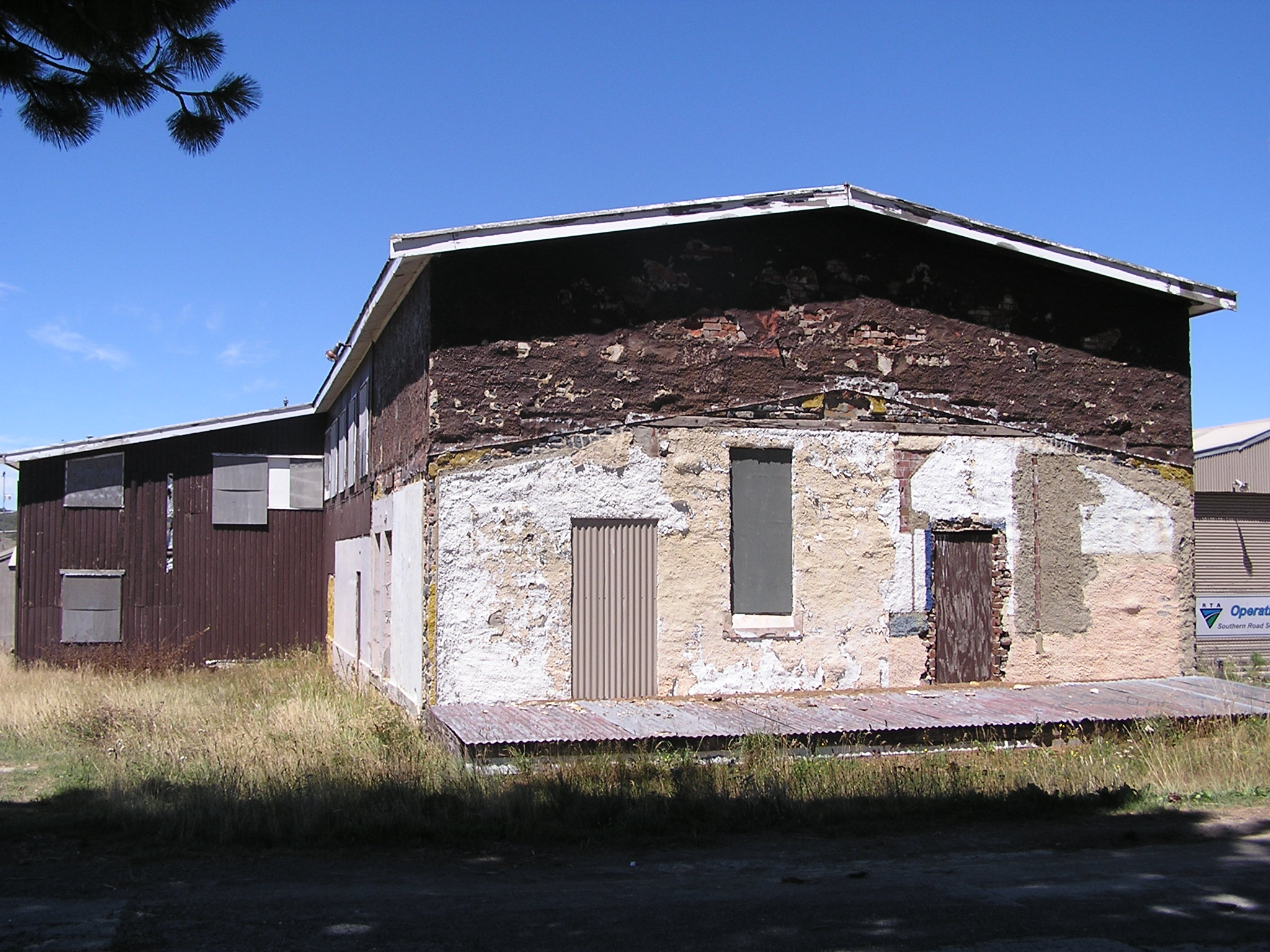
Le deuxième palais de justice de Kiandra, achevé en 1890.
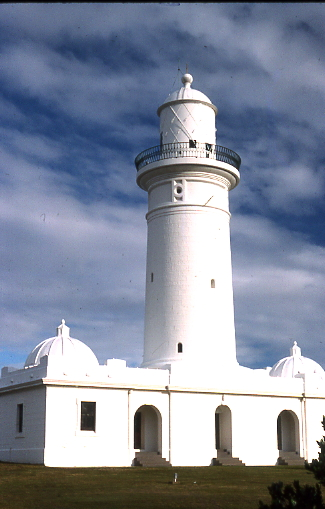
Phare de Macquarie, ouvert en 1883
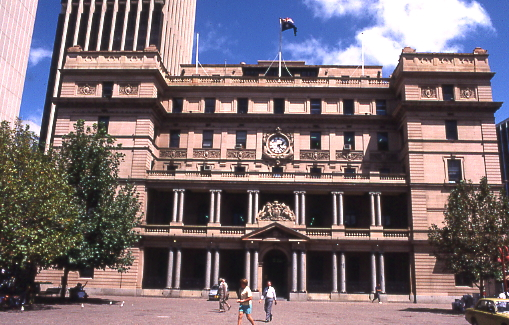
Douane, Sydney.
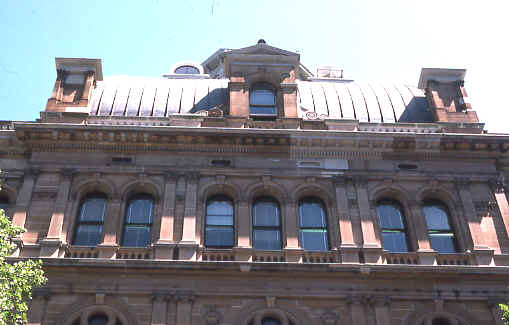
Département des terres, Sydney
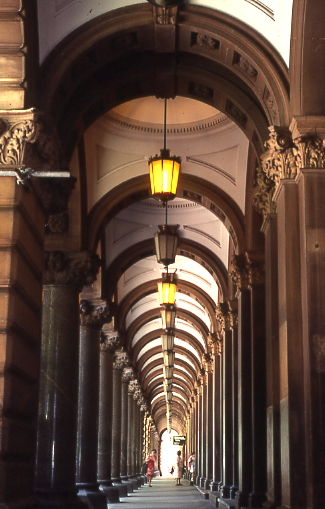
Bureau de poste général, Sydney.
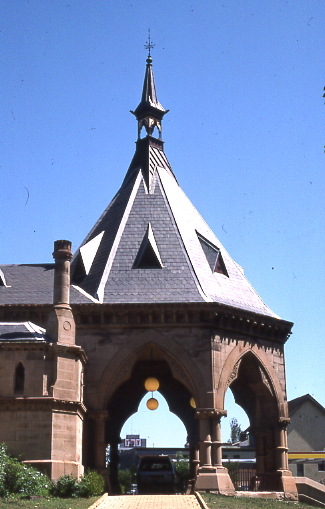
Station mortuaire, Sydney
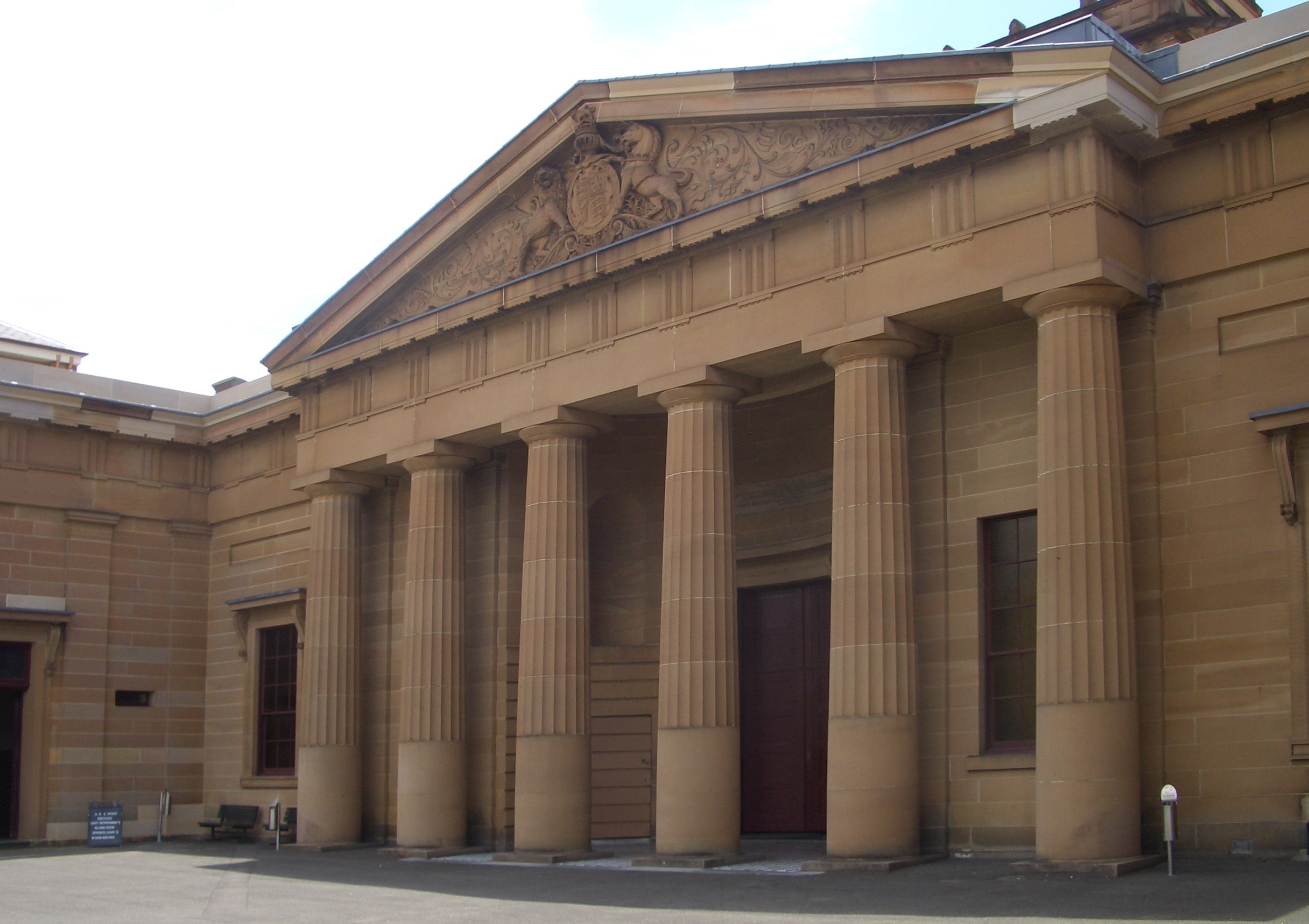
Palais de justice Darlinghurst, Sydney.
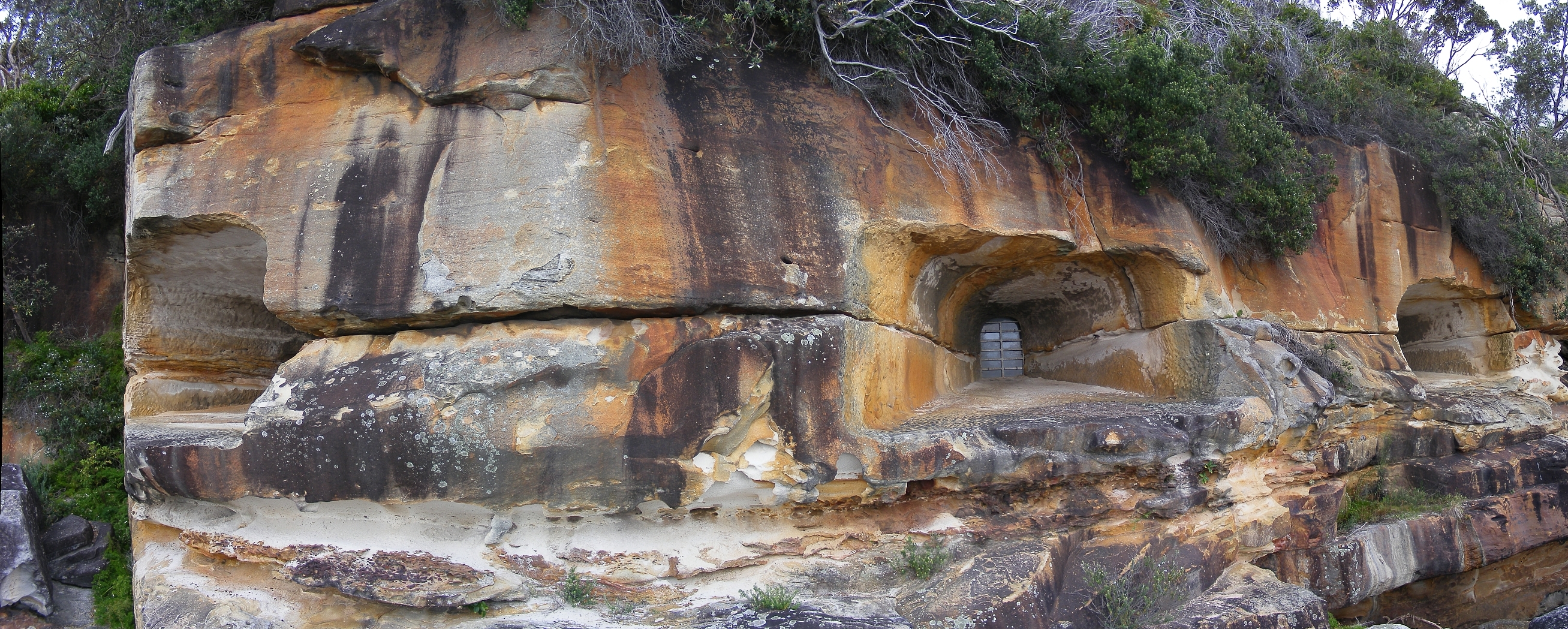
La casemate de la ruche (en) (conçue par James Barnet) a été creusée dans la falaise de la baie de l’obélisque dans le port de Sydney vers 1871.